# Оброк (Демидовский район)
Оброк — деревня в Демидовском районе Смоленской области России. Входит в состав Бородинского сельского поселения. Население — 9 жителей (2007 год). 
Расположена в северо-западной части области в 18 км к северо-западу от Демидова, в 12 км западнее автодороги Р133 Смоленск — Невель. В 49 км южнее деревни расположена железнодорожная станция Плоская на линии Смоленск — Витебск.

## История
В годы Великой Отечественной войны деревня была оккупирована гитлеровскими войсками в июле 1941 года, освобождена в сентябре 1943 года.